# Zeuxinia aeschrina
Zeuxinia aeschrina is een vlinder uit de familie spinneruilen (Erebidae). De wetenschappelijke naam is voor het eerst geldig gepubliceerd in 1966 door Legrand.
De soort komt voor in tropisch Afrika.